# Piotr Majerczyk
Piotr Majerczyk ,,Tyrlity'' (ur. 1971 w Zakopanem) – polski regionalista, twórca instrumentów ludowych, multiinstrumentalista, kompozytor, aktor, przedsiębiorca, lider zespołu Siwy Dym.

## Życiorys
Urodzony w 1971 r. w Zakopanem, pochodzi z Poronina. Grę na skrzypcach rozpoczął w 1984 r. należąc do zespołu Małe Harnasie z Poronina. Pół roku później zainteresował się nim Władysław Trebunia-Tutka i pojechał do Kazimierza nad Wisłą na Festiwal Kapel i Śpiewaków Ludowych gdzie zdobył pierwsze miejsce jako uczeń mistrza.
Ożenił się z Dorotą Pinstcher i zamieszkał z nią w Chabówce. W 2000 roku założył zespół Siwy Dym, w 2002 roku w Rabce-Zdrój w Zaborni otwarł w budynku dawnej ,,Zabornianki'' wraz z Grzegorzem Pinstcherem knajpę ,,Siwy Dym''. W 2005 roku wraz z żoną Dorotą założył zespół Majeranki.
Grał jako aktor m.in. w: M jak miłość i Rodzince.pl

## Filmografia
| Rok  | Tytuł                            | Rola                                           |
| ---- | -------------------------------- | ---------------------------------------------- |
| 2025 | M jak miłość                     | Jędrek Gutowski                                |
| 2024 | M jak miłość                     | Jędrek Gutowski                                |
| 2023 | Miało cię nie być                | Budowa dekoracji                               |
| 2023 | Miłość do kwadratu bez granic    | Członek kapeli góralskiej                      |
| 2022 | Kosiak                           | Muzyka                                         |
| 2022 | Wygrać marzenia                  | Członek kapeli góralskiej                      |
| 2022 | Poskromienie złośnicy            | Członek kapeli góralskiej, Tancerz góralski    |
| 2021 | M jak miłość                     | Jędrek Gutowski                                |
| 2018 | Ostatni Górale                   | jako on sam                                    |
| 2015 | Rodzinka.pl                      | Góral                                          |
| 2010 | Ratownicy                        | Dziadek Rojka                                  |
| 2009 | 39 i pół                         | Właściciel karczmy                             |
| 2003 | Zaginiona                        | kierowca busa                                  |
| 1999 | A jednak olimpiada w Zakopanem ! | Obsada aktorska                                |
| 1994 | Na szkle malowane                | Obsada aktorska (zespół muzyczny z Zakopanego) |

Źródło: filmweb.pl,filmpolski.pl

## Nagrody i odznaczenia
- Brązowy Medal „Zasłużony Kulturze Gloria Artis” (2015)[11]
- Odznaka honorowa „Zasłużony dla Kultury Polskiej” (2011)[12]

## Życie prywatne
Mieszka w Chabówce, ma żonę Dorotę Majerczyk z domu Pinstcher oraz trójkę dzieci: Katarzynę, Marię i Jana.